# Terschellingia austenae
Terschellingia austenae is een rondwormensoort uit de familie van de Linhomoeidae. De wetenschappelijke naam van de soort is voor het eerst geldig gepubliceerd in 2000 door Guo & Zhang.